# Xã Perry, Quận Fayette, Pennsylvania
Xã Perry (tiếng Anh: Perry Township) là một xã thuộc quận Fayette, tiểu bang Pennsylvania, Hoa Kỳ. Năm 2010, dân số của xã này là 2.552 người.